# 布永
布永（法語：Bouillon，法語發音：[bujɔ̃] ⓘ）是比利时瓦隆大区盧森堡省讷沙托区的一座城市，位于瑟穆瓦河畔，西与法国接壤，通行法语，是比利时法语社群的一部分，人口5,353人（2018年1月1日）。

## 历史
10世纪时为下洛林公国的一部分，是公爵的统治中心。人们常误以为布永是一个伯国，但布永只是凡尔登伯国的一部分，但阿登-布永家族的公爵们都将此地当成他们所统治的一系列位于下洛林的采邑、自领地及其他世袭权力的统治中心。
最有名的统治者是布永的戈弗雷，他是第一次十字军东征的领袖之一及耶路撒冷王國的首任统治者。他将布永卖给了列日主教。于是主教们开始自称布永公爵，布永成为了这个独立公国的首府。1678年，法国占领该地并将之正式封予了拉图尔多韦涅家族。布永公国因其战略位置而被称为“阿登之钥”（沃邦所说）。和奥朗日及摩洛哥一样，布永成为了法国的半保护国，直到1795年革命军将其并入法国。
拿破仑战败后，布永依《1815年巴黎條約》被割让给荷兰，并于1830年革命之后成为比利时的一部分。

## 名人
- 布永的戈弗雷（Godefroid de Bouillon）